# جایزه بهترین مرد ششم سال ان‌بی‌ای
جایزه بهترین مرد ششم سال ان‌بی‌ای (انگلیسی: NBA Sixth Man of the Year Award) جایزه سالانه ای که توسط انجمن بسکتبال به ذخیره طلایی یا مرد ششم وارد شده به زمین داده می شود. این جایزه توسط رای گیری از کانادا و آمریکا صورت می پذیرد.